# Christina Kaltsjeva
Christina Kaltsjeva (Cyrillisch: Христина Калчева) (Aleksin (Sovjet-Unie), 29 mei 1977) is een atleet uit Bulgarije.
In 1999 behaalde Kaltsjeva een gouden medaille op de WK Indooratletiek bij het hoogspringen.
Op de Olympische Zomerspelen 2000 nam Kaltsjeva voor Bulgarije deel aan het onderdeel hoogspringen.
Ze bleef steken in de kwalificatieronde.

## Persoonlijk record
| Onderdeel    | Resultaat | Jaar |
| ------------ | --------- | ---- |
| hoogspringen | 1,99 m    | 1998 |

| Onderdeel    | Resultaat | Jaar |
| ------------ | --------- | ---- |
| hoogspringen | 1.99 m    | 1999 |

- World Athletics: 14268681